# Anne D. R. Sheppard
Anne Deborah Raphael Sheppard, geborene Anne D. D. Raphael (* 10. November 1951) ist eine britische Altphilologin und Philosophiehistorikerin (Spezialistin für Neuplatonismus).
Sheppard studierte Literae humaniores (Klassische Philologie und Philosophie) am St Anne’s College, Oxford. 1976 wurde sie mit einer Arbeit über die Literaturtheorie des Neuplatonikers Proklos zum DPhil promoviert. Anschließend war sie zunächst Dozentin für Philosophie in Oxford, für Classics an der Universität Durham und für Philosophie an der Open University. 1989 kam sie an das Royal Holloway College, London, dessen Department of Classics sie  vorstand. 2017 wurde sie dort emeritiert.
Sheppards Hauptinteresse gilt der Verbindung von Philosophie und Literatur, insbesondere im Neuplatonismus. Sie hat jedoch auch darüber hinaus zur antiken sowie zur modernen Ästhetik gearbeitet. In jüngster Zeit hat sie sich dem antiken Konzept der Phantasia (Vorstellungskraft, Imagination) zugewandt. Weitere Arbeiten betreffen andere Aspekte der antiken Philosophie wie die philosophische Psychologie und die antike Philosophie des Geistes.

## Schriften (Auswahl)
- Studies on the 5th and 6th essays of Proclus’ Commentary on the republic. Vandenhoeck und Ruprecht, Göttingen 1980 (Hypomnemata, H. 61; = Diss. Oxford 1976).
- Aesthetics. An introduction to the philosophy of art. Oxford 1987.
- Phantasia and Inspiration in Neoplatonism, in: M. Joyal (Hrsg.), Studies in Plato and the Platonic Tradition. Leiden 1997, 201–210.
- (Hrsg., mit Robert W. Sharples): Ancient approaches to Platon’s Timaeus. London 2003.
- (Hrsg., mit George E. Karamanolis): Studies on Porphyry. Institute of Classical Studies, London 2007, ISBN 978-1-905670-12-3 (elf Aufsätze).
- mit O. Bychkov: Greek and Roman Aesthetics. Cambridge 2010.
- The Poetics of Phantasia: Imagination in Ancient Aesthetics. Bloomsbury Academic, London 2014.